# État princier d'Indonésie
 (octobre 2016).
Si vous disposez d'ouvrages ou d'articles de référence ou si vous connaissez des sites web de qualité traitant du thème abordé ici, merci de compléter l'article en donnant les références utiles à sa vérifiabilité et en les liant à la section « Notes et références ».
Pour les articles homonymes, voir État princier.

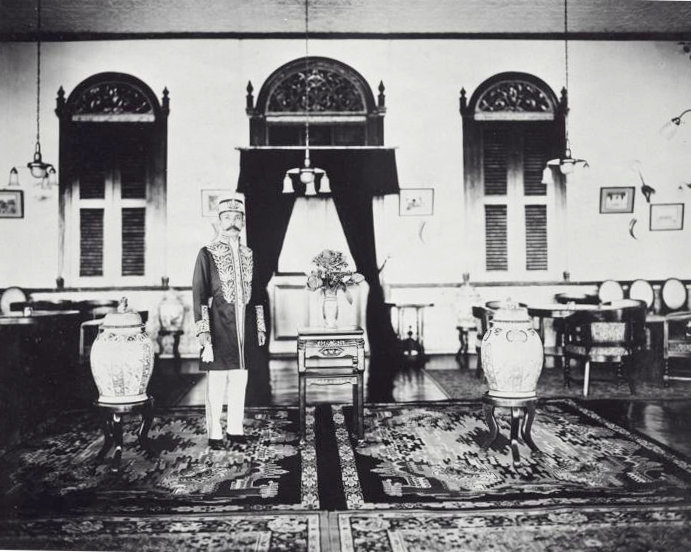
Portrait du sultan Maulana Mohamad Jalaluddin de Bulungan en 1931.

Un État princier d'Indonésie est une ancienne entité politique située dans ce qui constitue aujourd'hui l'Indonésie, dirigée par un souverain portant des titres différents tels que sunan, sultan, roi, etc. Au début du XXe siècle, à l'époque des Indes orientales néerlandaises, on en comptait plus de 350, en majorité en dehors de Java. Ils sont habituellement appelés « royaume » mais ne correspondent pas à la notion de royaume selon le critère européen. Ces États princiers ont été abolis avec la proclamation de l'indépendance et la création de la république d'Indonésie en 1945. Toutefois, les familles régnantes de nombre d'entre eux existent toujours. Beaucoup ont pu garder leurs palais (quand le gouvernement ne leur en a pas tout simplement fait construire un neuf, comme celui du sultan de Kutai à Tenggarong dans la province de Kalimantan oriental). Nombre des chefs de ces maisons princières jouent encore un rôle cérémoniel et rituel.
S'étendant sur quelque 5 000 kilomètres d'ouest en est, l'archipel indonésien est le plus grand du monde. La mer a donc inévitablement influencé l'histoire de l'Indonésie. Les vents de la mousson ont très tôt favorisé les relations maritimes à l'intérieur de l'archipel et avec le reste de l'Asie maritime. Des pluies chaudes et abondantes produisent une riche végétation. Au début de l'ère chrétienne, le bois et les épices de Java et des îles de l'Est, les résines des forêts équatoriales de Sumatra et Bornéo étaient connus aussi loin qu'en Inde et au Moyen-Orient.
Ces relations commerciales internationales n'ont pourtant pas mené à la formation de royaumes avec de vastes territoires. Les nombreux estuaires de Sumatra et Bornéo ont permis l'établissement de communautés pour lesquelles les relations avec leurs voisines étaient plus importantes que celles avec des contrées lointaines. De même à Java, où un sol volcanique fertile arrosé de nombreuses rivière a permis l'essor d'une riziculture prospère, des communautés ont pu se développer dans des vallées séparées les unes des autres par la montagne et la forêt. Ces communautés côtières et riveraines ont progressivement évolué en sociétés hiérarchisées. Toutefois, aucune d'entre elles ne devenait suffisamment importante pour dominer ses voisines et occuper leurs territoires. Les relations avec le monde extérieur était un moyen d'acquérir des éléments, matériels, techniques et symboliques, permettant aux élites de ces communautés d'accroître leur richesse et leur prestige, donc leur pouvoir. Sur la base des sources indonésiennes, écrites aussi bien qu'orales, les historiens estiment que l'origine des royaumes côtiers de l'ouest de l'archipel indonésien s'expliquent par la capacité d'éminents individus à tirer parti des échanges commerciaux avec des étrangers.
Le premier royaume indonésien attesté par l'épigraphie (essentiellement sous forme d'inscriptions sur pierre ou sur plaques de cuivre commémorant ou relatant un événement particulier) est Tarumanagara dans l'ouest de l'île de Java. Son existence est attestée par des inscriptions qu'on date du Ve siècle apr. J.-C. Son territoire était situé à l'est de l'actuelle Jakarta, autour de l'embouchure du fleuve Citarum, « la rivière de l'indigo », qui porte donc encore le nom de l'ancien royaume. L'étendue de son territoire ne devait pas dépasser la moitié d'un département français. La prospérité de Tarumanagara, « le pays de l'indigo », reposait sur l'exportation de cette précieuse teinture, rendue possible par sa position à l'embouchure d'un cours d'eau, en un terrain plat, face à la mer de Java, c'est-à-dire ouverte sur le monde extérieur et le commerce international.
Les livres d'histoire des écoliers indonésiens expliquent qu'autrefois, les Indonésiens avaient deux grands royaumes, Sriwijaya et Majapahit, qui occupaient non seulement le territoire de l'actuelle Indonésie, mais aussi la péninsule Malaise et les Philippines.

## La logique du réseau
Des inscriptions en vieux-malais datées de 683 à 686 et provenant de l'île de Bangka et de la ville de Palembang dans le sud de Sumatra parlent d'une kadatuan de Sriwijaya. Kadatuan est formé sur le mot malais datu dont le sens initial est « chef ». À la tête de la kadatuan se trouve un Dapunta Hyang, qu'on a traduit par « roi ». Sriwijaya, qui se trouvait à l'emplacement de l'actuelle ville de Palembang, était ce qu'on peut appeler une cité-État, comme aujourd'hui Singapour. Son territoire propre devait à peine avoir l'étendue de la ville actuelle. On donne, pour sa population, des estimations de 30 000 à 50 000 habitants.
Les descriptions qu'en font des récits de voyageurs arabes et des annales chinoises la décrivent comme le royaume le plus puissant d'Asie du Sud-Est. On a donc longtemps cru que Sriwijaya était un « empire » qui contrôlait de vastes territoires. Les nationalistes indonésiens s'en sont emparés pour donner une identité et une fierté aux indigènes des Indes néerlandaises dominées par des Européens. Le prestige de Sriwijaya était tel que non seulement les Indonésiens, mais aussi les Malaisiens et même les Thailandais ont voulu montrer que la capitale de Sriwijaya était sur leur territoire. Même les Philippins expliquent que leur pays était autrefois vassal de Sriwijaya. Certains Indiens présentent tout simplement Sriwijaya comme une partie de l'histoire de leur pays.
Le malentendu vient de la perspective prise. La puissance de Sriwijaya reposait sur sa capacité à contrôler le trafic du détroit de Malacca, une des grandes voies du commerce international de l'époque, par laquelle passaient des bateaux qui reliaient les Moluques et la Chine à l'est, à l'Inde, au Moyen-Orient et à la côte orientale de l'Afrique à l'ouest. Venant des Moluques ou de Chine, les bateaux se présentaient nécessairement en vue de Sriwijaya et y faisaient escale. À l'époque en effet, la côte sud-est de Sumatra était beaucoup plus en retrait qu'aujourd'hui, et l'actuelle Palembang était moins loin de la mer.
Le contrôle de Sriwijaya reposait sur sa capacité à imposer l'escale aux bateaux. L'épigraphie mentionne des expéditions punitives contre d'autres contrées de la région, sans doute pour leur rappeler leurs obligations envers Sriwijaya. Mais Sriwijaya n'administrait pas ces contrées. Celles-ci constituaient un réseau dont Sriwijaya était le centre.
Ce modèle se retrouve avec Majapahit, un royaume de l'est de Java dont le territoire propre était la moyenne vallée du fleuve Brantas, au sud-ouest de la ville actuelle de Surabaya. Un poème épique écrit en 1365, le Nagarakertagama, énumère une centaine de « contrées tributaires » du royaume. Mis sur la carte, ces contrées recouvrent effectivement en gros le territoire de l'Indonésie. Il s'agissait en réalité de comptoirs qui commerçaient avec Majapahit. Le royaume s'assurait que ces contrées ne faisaient pas de commerce pour leur propre compte en y envoyant des dignitaires du clergé shivaite, les bhujanga. Mais il n'administrait pas ces territoires, qui avaient leurs propres rois et princes. Ici encore, on avait un réseau de royaumes et principautés dont Majapahit était le centre.
Le territoire de Majapahit occuperait à peine lui aussi la moitié d'un département français. Toutefois, le roi donnait des territoires en apanage à des membres de sa famille, qui administraient leur fief comme s'ils en étaient le souverain. Le royaume contrôlait ainsi un territoire qui s'étendait de la moitié occidentale de Java oriental jusqu'au centre de Java, ce qui représentait peut-être un quart de l'île. Ce contrôle reposait lui aussi sur une logique de réseau.
Peu avant 1400, un prince de Palembang (nom qu'a pris Sriwijaya), refusant la suzeraineté de Majapahit, se réfugie sur la côte ouest de la péninsule Malaise, où il fonde Malacca. Ce port devient rapidement une escale pour les bateaux qui empruntent le détroit. Le commerce entre la Chine et les Moluques d'une part, et l'Inde et le Moyen-Orient d'autre part, est dominé par des marchands musulmans. Le premier souverain de Malacca se convertit à l'islam. La cité prospère et devient le port le plus important d'Asie du Sud-Est. Après sa prise par les Portugais en 1511, cette prospérité, qu'a pu encore décrire le Portugais Tomé Pires, qui y a vécu de 1512 à 1515, va rapidement disparaître. Les Portugais ne parviennent en effet pas à s'intégrer dans le réseau qui avait permis la fortune de Malacca. La signature en 1522 d'un traité d'alliance avec le royaume hindouiste soundanais de Pajajaran dans l'ouest de Java ne changera pas cette situation.
Outre la christianisation de l'est de l'archipel indonésien, la principale conséquence de la prise de Malacca par les Portugais a été la rupture du réseau commerçant asiatique dans la région. En imposant au XVIIe siècle leur monopole sur la production et le commerce des épices, les Néerlandais vont définitivement anéantir cette logique de réseau, qu'ils ont remplacé par l'administration centralisée d'un vaste territoire qui s'appelle aujourd'hui la république d'Indonésie. On connaît les difficultés de cette dernière à maintenir une conception centralisée du pouvoir. Les lois de 1999 portant autonomie des régions sont peut-être une manière plus réaliste de tenir compte d'une réalité ancienne.

## La formation des royaumes

### Java
L'épigraphie du VIIIe siècle dans le centre de Java révèle les rivalités entre des raka ou seigneurs dont chacun a réussi à réunir sous son autorité un certain nombre de wanua ou villages (wanua, dans la langue bugis du sud de l'île de Sulawesi, désigne les différentes principautés qui commencent à se former à partir du XVe siècle, et dans les langues polynésiennes, vanua veut dire « terre »). Ces raka s'efforcent d'augmenter leur prestige par des fondations pieuses. Une inscription datée de 778 relate ainsi la fondation, par un souverain Sailendra, d'un temple associé à un monastère. En retour, les communautés religieuses bouddhiques ou hindouistes (les deux cohabitaient dans le centre de Java) les gratifiaient de titres symboliques comme maharaja.
Certains de ces raka ont eu les moyens de construire d'imposants monuments comme Borobudur bouddhique ou Prambanan shivaite.
L'unification de ces petites seigneuries en une entité plus importante ne commence qu'au IXe siècle. On sait ainsi par une inscription datée de 732 apr. J.-C. que le qu'un raka, c'est-à-dire « seigneur », de Mataram du nom de Sanjaya a érigé un monument pour honorer Shiva.

## Sulawesi

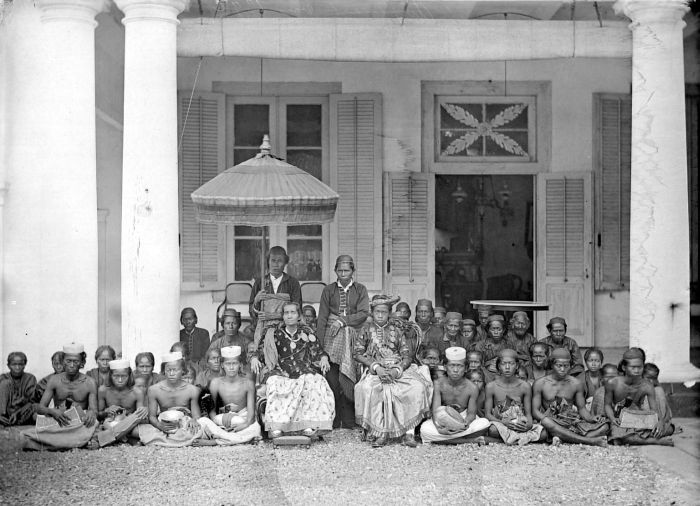
La princesse de Tanete, principauté bugis du sud de Sulawesi, dans les années 1930

Les premiers royaumes bugis sont fondés au XIIIe siècle.

## Les royaumes musulmans

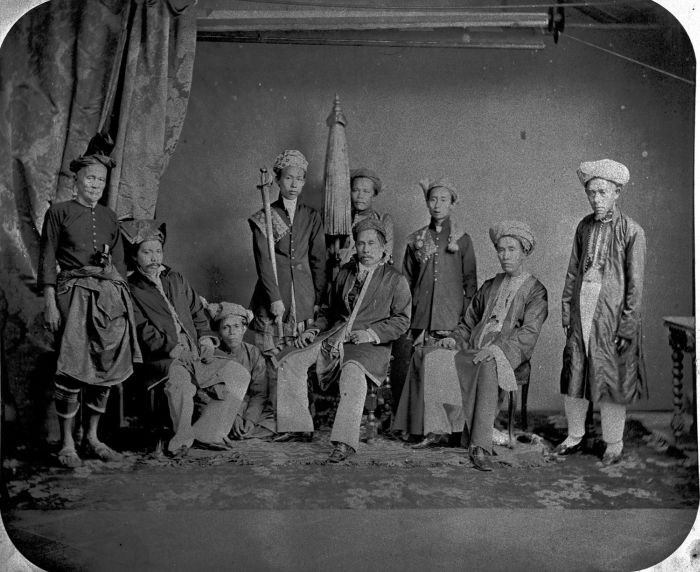
Le sultan de Lingga et sa suite (1867)

Le sultanat de Pasai dans le nord de Sumatra est le premier royaume musulman attesté d'Indonésie. Son premier roi, Malik as-Salih, meurt en 1297.

## Les États princiers des Indes néerlandaises
Au cours des XVIIe et XVIIIe siècles, la VOC (Compagnie néerlandaise des Indes orientales) va progressivement imposer sa souveraineté à différents États de l'est de l'archipel ainsi que de Java.
La VOC est mise en faillite en 1799 et le gouvernement des Pays-Bas reprend ses actifs. Avec les guerres napoléoniennes, l'expansionnisme colonial néerlandais marque le pas. Il reprend après la signature du traité anglo-néerlandais de 1814 entre le Royaume-Uni et le royaume des Pays-Bas. Le XIXe siècle est une succession d'actions militaires, dont notamment la guerre de Java, la guerre des Padri et la guerre d'Aceh.
Au sein des Indes néerlandaises qui se constituent, les royaumes et principautés indigènes ne jouissent pas de l'autonomie locale des États princiers des Indes britanniques. Le pouvoir de leurs souverains est essentiellement symbolique et protocolaire.

## La république d'Indonésie
L'indépendance de l'Indonésie est proclamée le 17 août 1945. Dès septembre, les quatre cours de Java central : kraton et Mangkunegaran de Surakarta, kraton et Pakualaman de Yogyakarta, proclament leur soutien à la jeune république. Dans les autres îles, beaucoup de princes devant leur richesse aux Néerlandais sont réticents. Toutefois, à Sulawesi du Sud, la plupart des princes bugis et makassar acceptent l'autorité du gouverneur nommé par Jakarta, le docteur Sam Ratulangi. La plupart des rois balinais rejoignent également la république. Dans l'est de Sumatra, des groupes armés s'attaquent aux familles royales et princières malaises et batak.
En 1946, le South East Asia Command des Alliés, qui avaient débarqués peu de temps après la capitulation japonaise, rend aux Néerlandais l'autorité sur les anciennes Indes néerlandaises sauf Java et Sumatra. Ces derniers envisagent la création d'une fédération d'États dans les territoires qu'ils occupent. Ils créent successivement un Negara Indonesia Timur (« État d'Indonésie orientale ») avec comme capitale Denpasar à Bali, un « territoire spécial de Kalimantan occidental » avec le sultan Abdul Hamid II de Pontianak, un « État de Sumatra oriental », un « État de Madura », un « État du Pasundan » à Java occidental avec comme président le comte Wiranatakoesoema, un « État de Sumatra du Sud », un « État de Java oriental », au total 15 États et territoires.
Après deux « actions de police » néerlandaises contre la république d'Indonésie, dont le territoire à un moment donné se réduit au centre de Java, un cessez-le-feu est finalement imposé par les Nations Unies en 1949.

## La république des États-Unis d'Indonésie

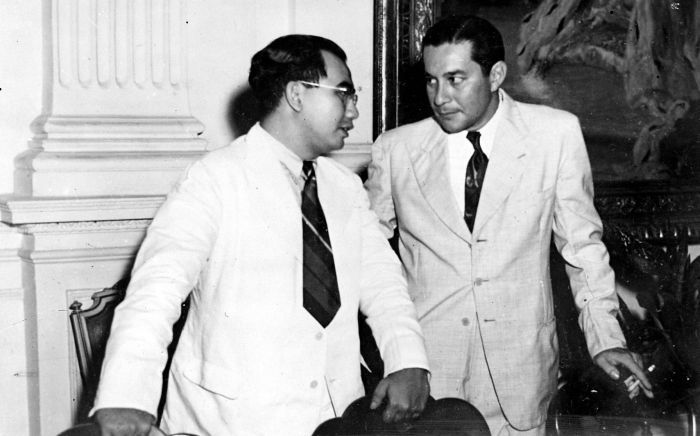
Ida Anak Agung Gde Agung, souverain du royaume balinais de Gianyar (à gauche), en conversation avec le sultan Hamid de Pontianak (à droite), en 1949

La conférence de la Table ronde de La Haye aux Pays-Bas se tient d'août à novembre 1949. Le 14 décembre, la république d'Indonésie signe avec les représentants de 15 États et territoires créés par les Néerlandais, la république des États-Unis d'Indonésie. Le 27 décembre 1949, le royaume des Pays-Bas transfère formellement la souveraineté du territoire des anciennes Indes néerlandaises, à l'exclusion de la Nouvelle-Guinée occidentale, à une « république des États-Unis d'Indonésie » (RUSI) constituée par la république d'Indonésie proprement dite et les 15 États créés par les Néerlandais.
En janvier 1950, un officier néerlandais, Raymond Westerling, à la tête de 800 hommes, occupe Bandung, capitale de l'État du Pasundan. Des dirigeants sont arrêtés et le Pasundan dissous. Le sultan Hamid de Pontianak est également arrêté et l'État de Kalimantan occidental dissous. Les autres états décident de se dissoudre à leur tour volontairement, à l'exception de Sumatra oriental et l'Indonésie orientale. Le 17 août 1950 est annoncé le remplacement de la RUSI par le Negara Kesatuan Republik Indonesia (« État unitaire de la république d'Indonésie »).

## L'Indonésie aujourd'hui
À Java, l'administration coloniale avait transformé les États princiers en residenties ou provinces, qui regroupaient les anciens kabupaten ou comtés. C'était notamment le cas des residenties de Banten, Cirebon, Surakarta et Yogyakarta. D'autres residenties correspondaient à d'anciennes provinces javanaises.
La république d'Indonésie supprimera les residenties, ou transformera certaines d'entre elles en provinces, gardant les kabupaten qui deviennent des départements.
En dehors de Java, les anciens États princiers sont en général devenus des kabupaten.
Depuis la démission du président Soeharto en 1998, un mouvement essaie de faire revivre ces anciens États princiers. En 2001 par exemple, le bupati (préfet) de Kutai Kertanegara a réinstauré le sultanat du même nom. En 2004, un nouveau sultan a été intronisé à Pontianak, capitale de la province de Kalimantan occidental dans l'île de Bornéo. Hasan di Tiro, dirigeant du mouvement indépendantiste GAM, a même parlé de faire renaître le sultanat d'Aceh.
Certains princes tentent de jouer un rôle politique. En 1999, le sultan de Ternate dans les Moluques a essayé de se faire nommer gouverneur de la province des Moluques du Nord récemment créée. En 2003, le prince de Mempawah à Kalimantan occidental s'est présenté aux élections de préfet.
Toutefois, des personnalités comme le sultan de Bima dans l'île de Sumbawa ou le prince de Kupang dans l'ouest de Timor ont toujours continué à être respectées comme figures locales, voire nationales comme le sultan de Yogyakarta.
En 2007, le parlement indonésien a adopté une loi reconnaissant formellement les quelque 300 cours existant encore dans le pays. Cette loi permettra à ces cours de demander un soutien du gouvernement, notamment pour la préservation ou la restauration des palais et le financement de festivals.

## Principaux royaumes et principautés actuels
Le tableau ci-dessous donne les noms de quelques royaumes et principautés dont il existe encore un représentant de la famille royale ou princière.
| Nom                             | Dignité             | Territoire actuel/lieu |
| ------------------------------- | ------------------- | ---------------------- |
| Java                            |                     |                        |
| Kanoman                         | Sultanat            | Cirebon                |
| Mangkunegaran                   | Principauté         | Surakarta              |
| Pakualaman                      | Principauté         | Yogyakarta             |
| Surakarta                       | Kasunanan (royaume) | Surakarta              |
| Yogyakarta                      | Sultanat            | Yogyakarta             |
| Bali                            |                     |                        |
| Badung                          | Royaume             | Kabupaten              |
| Bangli                          | Royaume             | Kabupaten              |
| Buleleng                        | Royaume             | Kabupaten              |
| Gianyar                         | Royaume             | Kabupaten              |
| Karangasem                      | Royaume             | Kabupaten              |
| Klungkung                       | Royaume             | Kabupaten              |
| Mengwi                          | Royaume             | Kota                   |
| Negara                          | Royaume             | Kabupaten              |
| Tabanan                         | Royaume             | Kabupaten              |
| Autres Petites Îles de la Sonde |                     |                        |
| Bima                            | Sultanat            | Kabupaten              |
| Dompu                           | Sultanat            | Kabupaten              |
| Sumbawa                         | Sultanat            | Kabupaten              |
| Sikka                           | Royaume             | Kabupaten              |
| Larantuka                       | Royaume             | Kecamatan              |
| Sumatra                         |                     |                        |
| Asahan                          | Sultanat            | Kabupaten              |
| Deli                            | Sultanat            | Medan                  |
| Kualuh                          | Principauté         | 4 kecamatan            |
| Lingga                          | Sultanat            | Kabupaten              |
| Serdang                         | Sultanat            | Kabupaten              |
| Siak                            | Sultanat            | Kabupaten              |
| Kalimantan                      |                     |                        |
| Kutai Kertanegara               | Royaume             | Kabupaten              |
| Landak                          | Principauté         | Kabupaten              |
| Mempawah                        | Principauté         | Ville                  |
| Pontianak                       | Sultanat            | Kota                   |
| Sambas                          | Sultanat            | Kabupaten              |
| Sanggau                         | Principauté         | Kabupaten              |
| Sekadau                         | Principauté         | Kabupaten              |
| Sintang                         | Sultanat            | Kabupaten              |
| Sulawesi                        |                     |                        |
| Gorontalo                       | Royaume             | Province               |
| Jailolo                         | Sultanat            | Kecamatan              |
| Ternate                         | Sultanat            |                        |
| Tidore                          | Sultanat            |                        |

## Festival des cours royales d'Indonésie
Depuis quelques années est organisé un Festival Keraton Nusantara ou « festival des cours royales d'Indonésie » auquel participent des dizaines de cours de différentes régions d'Indonésie.